# Mergo
Mergo é uma comuna italiana da região dos Marche, província de Ancona, com cerca de 970 habitantes. Estende-se por uma área de 7 km², tendo uma densidade populacional de 139 hab/km². Faz fronteira com Arcevia, Cupramontana, Rosora, Serra San Quirico.

## Demografia
| Variação demográfica do município entre 1861 e 2011                               |
|                                                                                   |
| Fonte: Istituto Nazionale di Statistica (ISTAT) - Elaboração gráfica da Wikipedia |

## Ligaçoes externas
- «Sítio oficial» (em italiano)